# Semblançay
Semblançay ist eine französische Gemeinde mit 2.170 Einwohnern (Stand 1. Januar 2022) im Département Indre-et-Loire in der Region Centre-Val de Loire; sie gehört zum Arrondissement Chinon und zum Kanton Château-Renault. Die Bewohner werden Semblancéens und Semblancéennes genannt.
Die Gemeinde erhielt 2022 die Auszeichnung „Eine Blume“, die vom Conseil national des villes et villages fleuris (CNVVF) im Rahmen des jährlichen Wettbewerbs der blumengeschmückten Städte und Dörfer verliehen wird.

## Geographie
Semblançay liegt nordwestlich des Zentrums des Départements, circa 15 Kilometer nordwestlich von Tours an der Choisille, einem Nebenfluss der Loire.
Umgeben wird Semblançay von den sieben Nachbargemeinden:
|        | Neuillé-Pont-Pierre                         | Rouziers-de-Touraine    |
| Sonzay | Kompassrose, die auf Nachbargemeinden zeigt | Saint-Antoine-du-Rocher |
| Pernay | Saint-Roch                                  | Charentilly             |

## Bevölkerungsentwicklung
| Semblançay: Einwohnerzahlen von 1793 bis 2016                                                                              | Semblançay: Einwohnerzahlen von 1793 bis 2016 | Semblançay: Einwohnerzahlen von 1793 bis 2016 | Semblançay: Einwohnerzahlen von 1793 bis 2016 | Semblançay: Einwohnerzahlen von 1793 bis 2016 |
| --- | --------------------------------------------- | --------------------------------------------- | --------------------------------------------- | --------------------------------------------- |
| Jahr |                                               |                                               |                                               | Einwohner                                     |
| 1793 | 1793                                          |                                               | 664                                           | 664                                           |
| 1800 | 1800                                          |                                               | 574                                           | 574                                           |
| 1806 | 1806                                          |                                               | 656                                           | 656                                           |
| 1821 | 1821                                          |                                               | 750                                           | 750                                           |
| 1831 | 1831                                          |                                               | 901                                           | 901                                           |
| 1836 | 1836                                          |                                               | 963                                           | 963                                           |
| 1841 | 1841                                          |                                               | 1.009                                         | 1.009                                         |
| 1846 | 1846                                          |                                               | 1.063                                         | 1.063                                         |
| 1851 | 1851                                          |                                               | 1.156                                         | 1.156                                         |
| 1856 | 1856                                          |                                               | 1.150                                         | 1.150                                         |
| 1861 | 1861                                          |                                               | 1.164                                         | 1.164                                         |
| 1866 | 1866                                          |                                               | 1.159                                         | 1.159                                         |
| 1872 | 1872                                          |                                               | 1.111                                         | 1.111                                         |
| 1876 | 1876                                          |                                               | 1.103                                         | 1.103                                         |
| 1881 | 1881                                          |                                               | 1.111                                         | 1.111                                         |
| 1886 | 1886                                          |                                               | 1.127                                         | 1.127                                         |
| 1891 | 1891                                          |                                               | 1.106                                         | 1.106                                         |
| 1896 | 1896                                          |                                               | 1.125                                         | 1.125                                         |
| 1901 | 1901                                          |                                               | 1.112                                         | 1.112                                         |
| 1906 | 1906                                          |                                               | 1.079                                         | 1.079                                         |
| 1911 | 1911                                          |                                               | 1.082                                         | 1.082                                         |
| 1921 | 1921                                          |                                               | 962                                           | 962                                           |
| 1926 | 1926                                          |                                               | 921                                           | 921                                           |
| 1931 | 1931                                          |                                               | 920                                           | 920                                           |
| 1936 | 1936                                          |                                               | 852                                           | 852                                           |
| 1946 | 1946                                          |                                               | 916                                           | 916                                           |
| 1954 | 1954                                          |                                               | 908                                           | 908                                           |
| 1962 | 1962                                          |                                               | 929                                           | 929                                           |
| 1968 | 1968                                          |                                               | 867                                           | 867                                           |
| 1975 | 1975                                          |                                               | 875                                           | 875                                           |
| 1982 | 1982                                          |                                               | 1.093                                         | 1.093                                         |
| 1990 | 1990                                          |                                               | 1.489                                         | 1.489                                         |
| 1999 | 1999                                          |                                               | 1.692                                         | 1.692                                         |
| 2006 | 2006                                          |                                               | 1.960                                         | 1.960                                         |
| 2011 | 2011                                          |                                               | 2.095                                         | 2.095                                         |
| 2016 | 2016                                          |                                               | 2.172                                         | 2.172                                         |
| Quelle(n): EHESS/Cassini bis 1999, INSEE ab 2006 Anmerkung(en): Ab 1962 offizielle Zahlen ohne Einwohner mit Zweitwohnsitz |                                               |                                               |                                               |                                               |

## Sehenswürdigkeiten

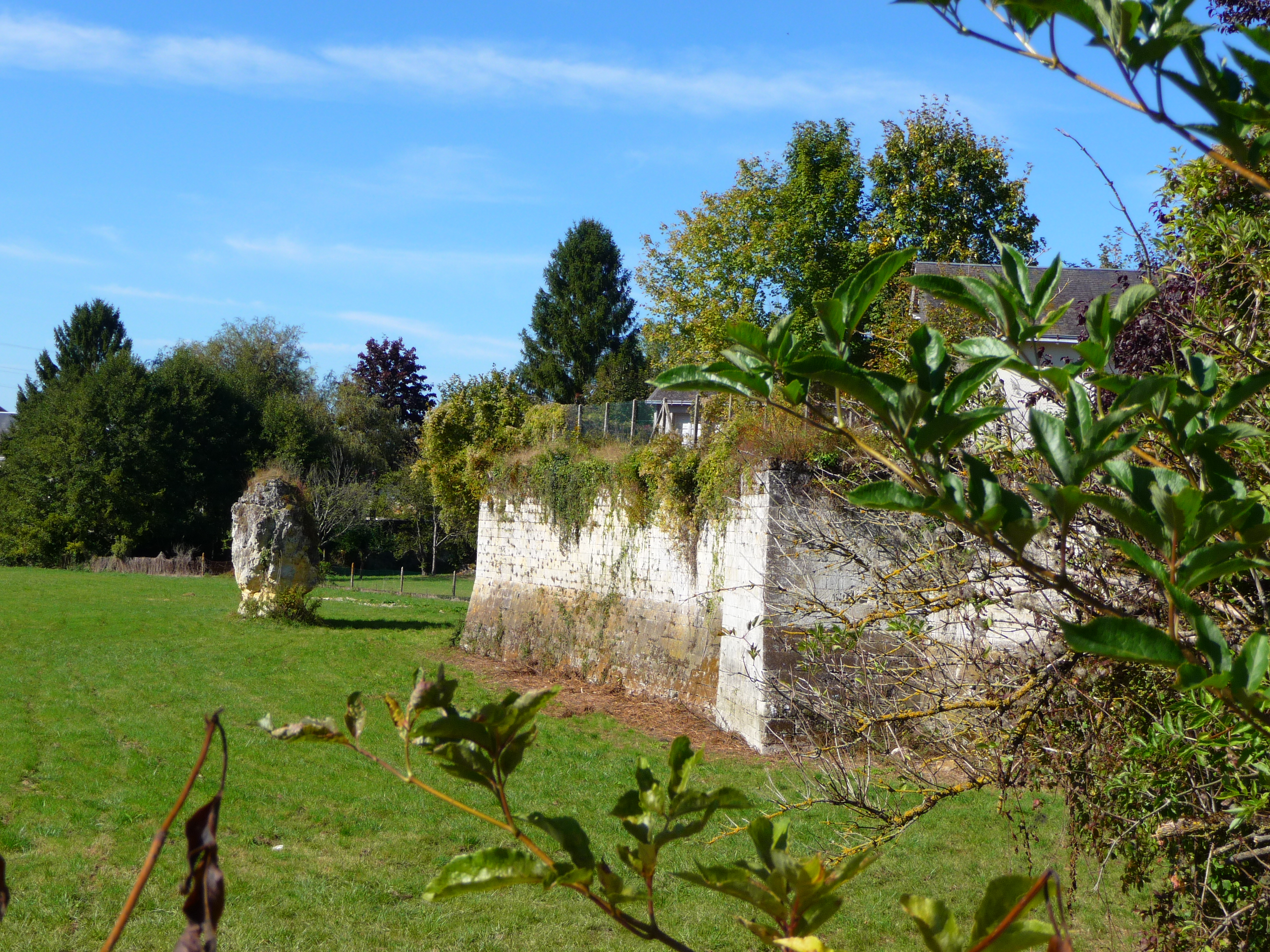
Ruinen des Château de Semblançay

- Sehenswert sind die Ruinen des Château de Semblançay mit Ursprüngen aus dem 12. Jahrhundert, von dem lediglich der Donjon und ein Pfeiler der Zugbrücke erhalten sind. Sie sind seit 1947 als Monument historique eingeschrieben.
- Vom ehemaligen Schloss Le Grand Launay aus dem 16. Jahrhundert sind ebenfalls nur Überreste zu sehen. Es ist seit 1932 als Monument historique eingeschrieben.
- Das Schloss Dolbeau ist gegen 1530 errichtet und seit 2014 in Teilen als Monument historique eingeschrieben.
- Die Pfarrkirche Saint-Martin ist seit 1946 als Monument historique eingeschrieben.

## Persönlichkeiten
- Jacques de Beaune (um 1445–1527), Surintendant des finances des Königs Franz I., wurde Baron de Semblançay.
- Francis Girod (1944–2006), französischer Filmregisseur, Drehbuchautor, Hochschullehrer und Produzent, Mitglied der Académie des Beaux-Arts, geboren in Semblançay